# Модель холодной Вселенной
Холодная начальная Вселенная — гипотеза о том, что первичное вещество Вселенной на начальной стадии её эволюции состояло из холодных нейтронов и имело нулевую энтропию ({\displaystyle S=0}) и нулевой лептонный заряд ({\displaystyle L=0}).
Гипотеза возникла в 1930-е годы при отсутствии конкретной теории сверхплотного состояния, позволяющей определить ядерные реакции при таких условиях. Позже выяснилось, что такой вариант начального состава вещества приводит к противоречию с наблюдениями. Дело в том, что в ходе расширения Вселенной нейтроны будут претерпевать бета-распад на протоны, электроны и антинейтрино. Образующийся протон будет соединяться с нейтроном, образуя дейтрон. Реакции усложнения атомных ядер будут продолжаться до тех пор, пока не образуется альфа-частица — ядро атома гелия, вследствие чего всё вещество превратится в гелий. Этот вывод резко противоречит наблюдениям, согласно которым звёзды и межзвёздный газ состоят в основном из водорода, а не из гелия. Таким образом, наблюдения отвергают холодную нейтронную гипотезу первичного вещества.
В 1947 году Г. А. Гамовым была создана модель горячей Вселенной, согласно которой Вселенная на ранних этапах была заполнена большим количеством фотонов и, таким образом, имела высокую энтропию. В рамках этой модели удалось построить успешную модель первичного нуклеосинтеза, позволяющую теоретически вычислить среднюю распространённость химических элементов во Вселенной, согласующуюся с наблюдениями. Эта модель также предсказывала существование реликтового излучения с температурой в несколько кельвинов, которое было экспериментально открыто в 1965 году. Данное открытие окончательно убедило космологов в верности горячей модели.